# Saison 2 de Princesse Sofia
Chronologie
Saison 1 Saison 3
Cet article présente le guide des épisodes de la deuxième saison de la série : Princesse Sofia (Sofia The First) qui compte un total de vingt-huit épisodes diffusé le 7 mars 2014 jusqu'au 22 juillet 2015.

## Synopsis
Dans sa nouvelle vie de princesse avec la famille royale d'Enchancia, Sofia apprend continuellement des nouvelles choses et vit toujours de nouvelles expériences.

## Acteurs de la saison

### Voix originales
- Ariel Winter : Sofia
- Darcy Rose Byrnes : la princesse Ambre (Amber)
- Zach Callison : le prince James
- Sara Ramirez : la reine Miranda
- Travis Willingham : le roi Roland II
- Tim Gunn : Bailey (Baileywick)
- Jess Harnell : Cédric
- Jim Cummings : Ambroise (Wormwood), le corbeau/Professeur Popov
- Wayne Brady : Clovis (Clover), le lapin
- Meghan Strange : Robin, le rouge-gorge
- Ashley Eckstein : Mia, l’oiseau bleu
- Barbara Dirikson : Flora
- Russi Taylor : Pâquerette (Fauna)
- Tress MacNeille : Pimprenelle (Merryweather)

### Voix françaises
- Alayin Dubois : Sofia
- Maia Gillet : la princesse Ambre
- Arthur Dubois : le prince James
- Colette Sodoyez : la reine Miranda
- Philippe Allard : le roi Roland II
- David Manet : Bailey
- Franck Dacquin : Cédric
- Emmanuel Dekoninck : Ambroise, le corbeau
- Jean-Michel Vovk : Clovis, le lapin (voix parlée)
- Christophe Peyroux : Clovis, le lapin (voix chantée)
- Élisabeth Guinand : Robin, le rouge-gorge
- Nancy Philippot : Mia, l’oiseau bleu
- Léonce Wapelhorst : Flora
- Jacqueline Ghaye : Pâquerette
- Nathalie Hugo : Pimprenelle
- Michel de Warzée : le professeur Popov

Source

## Guide des épisodes

### Épisode 1:Deux princesses et un bébé
- Jim Cummings : Rex, le chien de James

### Épisode 2:Le Festin enchanté
- Katie Von Till : Blanche-Neige
- Megan Mullally : Mademoiselle Ortie
- Pamela Adlon : Rosy, la rose de Mademoiselle Ortie

### Épisode 3:La Couronne volante
- Grayson Hunter Goss : Prince Hugo
- Eric Stonestreet : Minimus
- Rose Abdoo (VF : Jennifer Baré) : Electra, la jument d'Hugo
- Jess Harnell : Sir Guilliam
- Sage Ryan : Vaughan et Vance, les Cadets Chevaliers
- Colin Ford : Prince Axel, le frère d'Hugo
- Keith Ferguson : Le commentateur sportif

### Épisode 4:La Fête des mères
- Merit Leighton : Lucinda
- Tracey Ullman : Marla, la mère de Lucinda
- Robin Atkin Downes : Pêcheur

### Épisode 5:Le Chevalier silencieux
- Bonnie Hunt : Tante Lily
- Keith Ferguson : Sir Bartleby
- Tom Bromhead : Sir Maxwell
- Robin Atkin Downes : Sir Finnegan

### Épisode 6:L'Exposition scientifique
- Joshua Carlon (VF Nathalie Stas) : Prince Desmond
- Sabrina Carpenter : Princesse Viviane
- Jaden Betts : Prince Khalid
- Keith Ferguson : L'ogre

### Épisode 7:Le Roi James
- Diamond White : Ruby
- Isabella Acres : Jade
- Lyons Luke Mathias : Bébé géant

### Épisode 8:Le Puits aux vœux
- Keith Ferguson : Le puits aux vœux
- Jim Cummings : Rex

### Épisode 9:Les Inventions de Gwen
- Ginnifer Goodwin : Gwen
- Robin Atkin Downes : Chef André

### Épisode 10:L'Autre Sofia
- G Hannelius : Joy
- Keith Ferguson : Lord Gilbert
- Sam Riegel : L'architecte royal

### Épisode 11:Cédric le sensationnel
- Jim Cummings (VF : Benoit Van Dorslaer) : Goodwyn le Grand
- Russi Taylor : Winnijade la Sage
- Diamond White : Ruby
- Isabella Acres : Jade
- Fiona Bishop : Meg & Peg
- Robert Morse : Marshak, le vieux sorcier

### Épisode 12:Les Conseils de Mulan
- Ming-Na Wen : Mulan
- Lea Salonga : Mulan (chant)
- Michaela Zee : Princesse Jun
- JJ Totah : Prince Jin
- James Sie (VF : Benoit Van Dorslaer) : Empereur Quon
- Keone Jung : Wu-Chang
- Stephen Stanton : Jaguar de Jade

### Épisode 13:Le Gala des fantômes
- Mick Wingert : Dax
- Mitchell Whitfield : Boo, la chauve-souris fantôme
- Antoinette Spolar-Levine : Tante Bess, un fantôme

### Épisode 14:La Clé d’émeraude
- Abigail Mavity : Lani
- Rachel Pace : Leilani
- Angelique Perrin : Mamanu
- Kevin M. Richardson : Roi d'Hakalo
- Monica Richardson : Reine d'Hakalo
- Jennifer Hale : Violette
- Keith Ferguson : Le cocher

### Épisode 15:Dans la peau de Clovis
- Sabrina Carpenter : Princesse Viviane
- Ellie Kemper (VF : Nancy Philippot) : Cracky
- Mick Wingert : Fredo, le babouin de James
- Keith Ferguson : Praline, le paon d'Ambre
- Coco Grayson (VF : Aaricia Dubois) : Princesse Hildegarde
- Fiona Bishop : Princesse Zoé, une nouvelle élève
- Kath Soucie : Reine Avery, la mère de Zoé

### Épisode 16:Le Tableau enchanté
- Coco Grayson (VF : Aaricia Dubois) : Princesse Hildegarde
- Jamie Mitchell : Vieil homme du tableau
- Keith Ferguson : Cavalier de Derby volant

### Épisode 17:Les Maladresses de Bailey
- Christian Borle : Slickwell
- Mitchell Whitfield : Greylock, sorcier du roi Magnus
- Carlos Alazraqui : Roi Magnus
- Michaela Zee : Princesse Jun
- JJ Totah : Prince Jin

### Épisode 18:La Malédiction de la princesse Eva
- Mandy Moore : Raiponce
- Anna Camp (VF : Nathalie Stas) : Princesse Eva (Ivy)
- Robin Atkin Downes : Chef André
- Oliver Platt : Flamosaure l'ancien (Everburn)
- John Michael Higgins : Flambeau, un dragon
- Mick Wingert : Nitelite, un dragon
- Sam Riegel : Smokelee, un dragon
- Gary Anthony Williams : Hobwing, un dragon
- Keith Ferguson : Un garde

### Épisode 19:Le Cadeau Idéal
- C'est dans cet épisode qu'apparaît la Princesse Tiana.

### Épisode 20:Le Festival du printemps
- Ellie Kemper (VF : Nancy Philippot) : Cracky
- Eric Stonestreet : Minimus
- Jamie Mitchell : Monsieur Colombus

### Épisode 21:La Journée des farces
- Sabrina Carpenter : Princesse Viviane
- Joshua Carlon (VF : Nathalie Stas) : Prince Desmond
- Liliana Mumy (VF : Nancy Philippot) : Amy, une sorcière
- Bridger Zadina : Kurt, un sorcier
- Nolan Gould : Elliot, un sorcier

### Épisode 22:Une chambre pour deux
- Keith Ferguson : Maître Erwin, l'astrologue
- Jennifer Hale : Suzette
- Mick Wingert : Bryce Twigley, le peintre
- Carlos Alazraqui : Ralph, le cygne